# كريس كليمونز (لاعب كرة قدم أمريكية)
كريس كليمونز (بالإنجليزية: Chris Clemons)‏ هو لاعب كرة قدم أمريكية أمريكي، ولد في 30 أكتوبر 1981 في غريفين في الولايات المتحدة.

## وصلات خارجية
- كريس كليمونز (لاعب كرة قدم أمريكية) على موقع مرجع كرة القدم المحترفة.كوم (الإنجليزية)